# Wörth an der Isar
Wörth an der Isar (eller: Wörth a.d.Isar) er en kommune i Landkreis Landshut, i regierungsbezirk Niederbayern i den tyske delstat Bayern. Den er administrationsby i Verwaltungsgemeinschaft Wörth a.d.Isar.

## Geografi
Wörth a.d.Isar ligger i Region Landshut ved floden Isar.

### Trafik
Wörth an der Isar har en station på jernbanelinjen Landshut–Plattling